# Fábio César Montezine
Fábio César Montezine (arabisch فابيو سيزار مونتيزإني; * 24. Februar 1979 in Londrina) ist ein ehemaliger katarischer Fußballspieler brasilianischer Herkunft. Er spielte auf der Position des Mittelfeldspielers.

## Karriere

### Verein
Fábio César startete seine professionelle Laufbahn 1999 in Brasilien beim FC São Paulo, für den er eine Saison spielte und dann nach Tschechien zu Viktoria Pilsen wechselte. Es folgten drei Jahre in Italien beim SSC Neapel und ein weiteres Jahr bei US Avellino, bevor er Europa den Rücken kehrte und 2005 beim katarischen Club Al-Arabi in der Qatar Stars League einen Kontrakt unterschrieb. Doch auch hier blieb der Brasilianer nur ein Jahr und ging zu Umm-Salal Sport Club. 2008 gewann er mit Umm-Salal seinen ersten Titel und holte den Emir of Qatar Cup mit einem Sieg im Elfmeterschießen gegen Al-Gharafa. Während der Saison 2009/10 wechselte Montezine innerhalb der Qatar Stars League zu Al-Rayyan Sport-Club. Im Sommer 2013 kehrte er zurück zu Umm-Salal, um Anfang 2016 wiederum zu Al-Rayyan zurückzukehren, wo er seine Karriere im Sommer 2016 auch beendete.

### Nationalmannschaft
Im Jahr 2008 erhielt er die Spielberechtigung für die katarische Fußballnationalmannschaft und gab dort kurze Zeit später sein Debüt. In der Qualifikation zur Fußball-Weltmeisterschaft 2010 kam Montezine zu elf Einsätzen für Katar und schoss zwei Tore.

### Trainer
Nach seiner aktiven Laufbahn wurde Montezine beim Al-Rayyan Sport-Club als Co-Trainer angestellt. Hier blieb er bis 2020. Von 2022 bis 23 war er Trainer des Lusail SC.